# Gais 1985
Fotbollsklubben Gais spelade säsongen 1985 i division II södra, där man slutade tvåa och fick kvala till Allsvenskan mot Djurgårdens IF. Gais förlorade dock kvalet efter straffsparksläggning och fick fortsätta i division II.
I svenska cupen 1985/1986 gick Gais till åttondelsfinal.
Samir Bakaou blev Gais interna skyttekung med sina 20 mål (flest i hela division II), och tilldelades följaktligen även Hedersmakrillen som lagets bästa spelare.
Gais damlag gick säsongen 1985 till både SM-final och cupfinal, men förlorade båda.

## Inför säsongen
Gais hade gjort en lyckad första säsong i division II 1984, och framtidsutsikterna var ljusa. Föreningens styrelse var intakt sedan förra året, och tränaren Bosse Falk skrev på ett nytt treårskontrakt. Stjärnan Samir Bakaou stannade kvar i Gais, och genom en komplicerad affär som inbegrep förre Gaistränaren Tom Lilledals amerikanska klubb Dallas Sidekicks blev även IFK Göteborgs målfarliga centerforward Steve Gardner klar för Gais. Vidare värvade Gais den 18-årige talangen Lenna Kreivi från den lilla sverigefinska klubben Pallo IF i division VII, medan anfallaren Håkan Lindman lämnade föreningen för Karlstad BK.
Gais var tillsammans med nyss nedflyttade IF Elfsborg favoriter i serien.

## Seriespel
Gais inledde säsongen hemma mot Åtvidabergs FF, som förra säsongen hade varit ett topplag i division II norra. Inför 3 569 åskådare på Ullevi gjorde Ulf Köhl 1–0 redan efter tio sekunder, efter ett snabbt uppspel från Lallo Fernandez som Steve Gardner på högerkanten direktpassade till Köhl vid första stolpen. Köhl gjorde sedan två mål till i matchen, som Gais vann med 3–1. Steve Gardner visade sig direkt vara en lyckad värvning; hans målfarlighet ledde till att han drog på sig extra bevakning, vilket gav mer utrymme för Köhl.

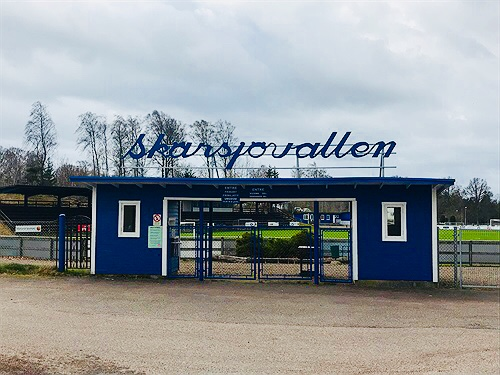
Skärsjövallen i Markaryd.

I andra omgången bortaförlorade Gais mot förra säsongens allsvenskar IF Elfsborg med 0–2, och i omgång 3 mot Markaryds IF, i den första division II-matchen någonsin på Skärsjövallen, blev Gardner skadad redan efter 13 minuter. Strax därpå gjorde Markaryd 1–0, och trots intensiv Gaispress i andra halvlek lyckades inte laget spräcka smålänningarnas nolla. Efter tre omgångar hade Gais bara två poäng och sin stjärncenter borta på obestämd tid.
Gardners skada visade sig dock inte bara vara negativ. I hans frånvaro satte Bosse Falk upp Samir Bakaou i kedjan, och i omgång fyra gjorde tunisiern två mål mot IS Halmia när Gais hemmavann med 3–1. Bakaou fortsatte göra mål, och när Gardner kom tillbaka efter skadan fick engelsmannen nöja sig med en plats på mittfältet då Bakaou med en rad drömmål hade blivit ett självklart förstaval som forward. Även Ulf Köhl övertygade snett framför Bakaou, och till höger på mittfältet var Mikael Robertsson i storform efter en tidigare skada. Den defensive mittfältaren Lenna Kreivi klev in direkt från division VII och blev spelmotor på mittfältet intill Lars Mörk. Robert Zachrisson hade flyttats till högerbackspositionen, där hans löpstyrka gjorde stor nytta, och som mittbackar var Niclas Sjöstedt och Mikael Johansson efter en lite svag inledning tryggheten själva. Målvakten Sören Järelöv var en säker sista utpost, och efter förlusten i Markaryd radade Gais upp nio segrar och tre oavgjorda matcher. Efter att ha slagit blivande svenska mästarna Örgryte IS i svenska cupen i början av augusti kom så Gais första hemmaförlust för säsongen. Bottenlaget Västra Frölunda IF lyckades för första gången på tretton försök besegra Gais i serien, och vann med 1–0.
Steve Gardner flyttades upp i anfallet igen, och efter missödet mot Frölunda fortsatte Gais plocka poäng. Man höll andraplatsen i serien efter Elfsborg, och i hemmamatchen mot Jönköpings Södra IF gjorde Gardner hela fyra mål och visade att han hörde hemma på forwardsplatsen. Med sex omgångar kvar möttes Gais och Elfsborg i en tidig seriefinal på Ullevi inför 9 339 åskådare. De båda topplagen jagades av Åtvidabergs FF, som efter fem raka segrar och 16–0 i målskillnad bara låg fyra poäng bakom. Matchen slutade 2–2, bland annat efter ännu ett drömmål av Samir Bakaou, som dribblade av två försvarare, lurade målvakten att lägga sig för tidigt och enkelt lade in bollen i mål. Resultatet innebar dock att Åtvidaberg knappade in ytterligare i toppen, och när Gais sedan gästade Kopparvallen blev man utspelade av ÅFF, som vann med hela 4–0.
Gais studsade dock tillbaka efter förlusten, och tog först revansch på Markaryd hemma i Göteborg (seger 2–0), och sedan gjorde Bakaou och Gardner var sitt hattrick när Gais krossade bottenlaget Halmia med 6–0 på bortaplan i Halmstad. I näst sista omgången ställdes Gais mot Degerfors IF, som riskerade att åka ur serien. Degerfors spelade mycket fult, och efter tolv minuter hade Samir Bakaou fällts fyra gånger utan åtgärd från domaren Kjell Eriksson. Efter 16 minuter tacklade Degerforsanfallaren Göran Holter Steve Gardner så illa att han bröt benet, även detta utan åtgärd från Eriksson. Gais lyckades ändå göra 1–0 genom Mikael Robertsson, men efter flera ojusta tacklingar, som bland annat gjorde att även Ulf Köhl fick bryta matchen, vände värmlänningarna till 2–1. Glädjande nog för Gais tappade även Åtvidaberg poäng, vilket gjorde att Gais trots förlusten behöll kvalplatsen på bättre målskillnad. I sista omgången slog Gais så Norrby IF med 3–1, samtidigt som Åtvidaberg förlorade mot Degerfors, ironiskt nog efter två mål av samme Göran Holter som veckan innan hade tacklat sönder Steve Gardner. Gais bärgade därmed kvalplatsen till Allsvenskan med två poängs försprång till östgötarna.

### Tabell
| Nr | Lag                     | S  | V  | O  | F  | GM | IM | MS  | P  |
| -- | ----------------------- | -- | -- | -- | -- | -- | -- | --- | -- |
| 1  | IF Elfsborg (N)         | 26 | 17 | 7  | 2  | 54 | 14 | +40 | 41 |
| 2  | Gais                    | 26 | 16 | 5  | 5  | 58 | 26 | +32 | 37 |
| 3  | Åtvidabergs FF          | 26 | 15 | 5  | 6  | 51 | 27 | +24 | 35 |
| 4  | Helsingborgs IF         | 26 | 10 | 9  | 7  | 37 | 32 | +5  | 29 |
| 5  | Norrby IF               | 26 | 11 | 6  | 9  | 32 | 39 | −7  | 28 |
| 6  | Västra Frölunda IF      | 26 | 9  | 8  | 9  | 38 | 30 | +8  | 26 |
| 7  | Kalmar AIK              | 26 | 7  | 12 | 7  | 40 | 34 | +6  | 26 |
| 8  | BK Häcken               | 26 | 11 | 4  | 11 | 50 | 46 | +4  | 26 |
| 9  | Markaryds IF (U)        | 26 | 7  | 10 | 9  | 29 | 39 | −10 | 24 |
| 10 | Degerfors IF            | 26 | 8  | 7  | 11 | 40 | 43 | −3  | 23 |
| 11 | Myresjö IF              | 26 | 8  | 6  | 12 | 42 | 53 | −11 | 22 |
| 12 | Jönköpings Södra IF (U) | 26 | 7  | 6  | 13 | 32 | 38 | −6  | 20 |
| 13 | IFK Malmö               | 26 | 4  | 8  | 14 | 17 | 43 | −26 | 16 |
| 14 | IS Halmia               | 26 | 3  | 5  | 18 | 21 | 77 | −56 | 11 |

### Seriematcher
| Lag                | Hemma | Borta |
| ------------------ | ----- | ----- |
| IF Elfsborg        | 2–2   | 0–2   |
| Åtvidabergs FF     | 3–1   | 0–4   |
| Helsingborgs IF    | 4–1   | 1–1   |
| Norrby IF          | 3–1   | 1–1   |
| Västra Frölunda IF | 0–1   | 1–1   |
| Kalmar AIK         | 3–0   | 2–2   |
| BK Häcken          | 2–1   | 3–1   |
| Markaryds IF       | 2–0   | 0–1   |
| Degerfors IF       | 3–1   | 1–2   |
| Myresjö IF         | 4–0   | 2–0   |
| Jönköping Södra IF | 6–2   | 1–0   |
| IFK Malmö          | 4–0   | 1–0   |
| IS Halmia          | 3–1   | 6–0   |

### Kvalspel
I kvalet ställdes Gais mot Djurgårdens IF. Gais hade ännu aldrig förlorat en kvalmatch, medan Djurgården kvalade för tredje gången på fyra år. I första mötet, på Ullevi den 17 oktober 1985 inför säsongsrekordet 13 457 åskådare, började Gais bäst och hade tre frilägen framför Djurgårdsmålvakten Joakim Sjöström. Matchen slutade emellertid 0–0 efter försiktigt spel från Gais, som spelade med Ulf Köhl som ensam forward.
Returmatchen gick på Stockholms stadion den 27 oktober 1985, exakt tio år efter att AIK sparkat ur Gais ur Allsvenskan 1975. 14 164 åskådare fick se hur Djurgården inledningsvis tryckte på mot det disciplinerade Gaisförsvaret. I andra halvlek tog Gais över spelet mer, men efter full tid var ställningen fortfarande 0–0. Förlängning väntade, och i den åttonde förlängningsminuten petade Mikael Robertsson från nära håll in 1–0 till Gais på ett inlägg från Lenna Kreivi. De vilt jublande gaisarna sprang fram till den ditresta Gaisklacken, men Djurgården kunde snabbt sätta i gång spelet igen, och innan gaisarna helt hade hunnit hitta tillbaka till sina positioner igen anföll hemmalaget på nytt. Efter ett inkast och ett snabbt inlägg nickade Teddy Sheringham in 1–1, och ett chockat Gais lyckades med nöd och näppe freda sig under resten av förlängningen.
Enligt internationella regler hade Gais med detta resultat varit klart för Allsvenskan, då regeln om flest gjorda bortamål även gällde i förlängningen, men i Sverige tillämpades denna regel endast för mål gjorda under ordinarie tid, varför matchen kom att avgöras på straffsparkar. Samir Bakaou och Lenna Kreivi missade Gais två första straffar medan Djurgården satte alla sina, vilket innebar att Djurgården var i Allsvenskan. Gais hade efter 0–0 hemma och 1–1 borta fortfarande aldrig förlorat en kvalmatch, men fick ändå stanna kvar i division II.
| 1 | 17 oktober 1985 | Gais | 0 – 0            | Djurgårdens IF | Ullevi                                   |                                          |
|   |                 |      | (0 – 0) DN · SvD |                | Göteborg Publik: 13 457 Domare: Efon Ask | Göteborg Publik: 13 457 Domare: Efon Ask |
|   |                 |      |                  |                | Göteborg Publik: 13 457 Domare: Efon Ask | Göteborg Publik: 13 457 Domare: Efon Ask |
|   |                 |      |                  |                | Göteborg Publik: 13 457 Domare: Efon Ask | Göteborg Publik: 13 457 Domare: Efon Ask |

| 2                                                       | 27 oktober 1985            | Djurgårdens IF                                             | 5 – 3 e.str. (1 – 1 e.fl.) | Gais                  | Stockholms stadion                            |                                               |
|                                                         |                            | Teddy Sheringham 100′                                      | (0 – 0) DN · SvD           | 98′ Mikael Robertsson | Stockholm Publik: 14 164 Domare: Ulf Eriksson | Stockholm Publik: 14 164 Domare: Ulf Eriksson |
|                                                         |                            |                                                            |                            |                       | Stockholm Publik: 14 164 Domare: Ulf Eriksson | Stockholm Publik: 14 164 Domare: Ulf Eriksson |
| Stefan Rehn Gary Williams Teddy Sheringham Stefan Rexin | Straffsparksläggning 4 – 2 | Samir Bakaou Lenna Kreivi Mikael Blomqvist Niclas Sjöstedt |                            |                       | Stockholm Publik: 14 164 Domare: Ulf Eriksson | Stockholm Publik: 14 164 Domare: Ulf Eriksson |

## Svenska cupen
Gais gick in i tredje omgången i cupen. Man avfärdade först Alingsåsklubben Holmalunds IF med 5–0 och därefter Skövde AIK med 5–1. I femte omgången ställdes man mot lokalrivalen och det allsvenska topplaget Örgryte IS, och lyckades vinna en jämn match med 1–0 inför hela 10 060 åskådare på Ullevi, trots att Niclas Sjöstedt missade en straff. I åttondelsfinalen blev sedan Västerås SK för svåra; Gais förlorade med 2–3.

### Matcher
| 3 | 16 juni 1985 | Holmalunds IF | 0 – 5 | Gais                                   |                        |                        |
|   |              |               |       | Steve Gardner Ulf Köhl Niclas Sjöstedt | Alingsås Publik: 1 141 | Alingsås Publik: 1 141 |
|   |              |               |       |                                        | Alingsås Publik: 1 141 | Alingsås Publik: 1 141 |
|   |              |               |       |                                        | Alingsås Publik: 1 141 | Alingsås Publik: 1 141 |

| 4 | 28 juli 1985 | Skövde AIK | 1 – 5 | Gais                                                                   |                      |                      |
|   |              |            |       | Samir Bakaou Mikael Johansson Niclas Sjöstedt Thomas Frykberg Ulf Köhl | Skövde Publik: 1 883 | Skövde Publik: 1 883 |
|   |              |            |       |                                                                        | Skövde Publik: 1 883 | Skövde Publik: 1 883 |
|   |              |            |       |                                                                        | Skövde Publik: 1 883 | Skövde Publik: 1 883 |

| 5 | 7 augusti 1985 | Gais     | 1 – 0 | Örgryte IS | Ullevi                  |                         |
|   |                | Ulf Köhl |       |            | Göteborg Publik: 10 060 | Göteborg Publik: 10 060 |
|   |                |          |       |            | Göteborg Publik: 10 060 | Göteborg Publik: 10 060 |
|   |                |          |       |            | Göteborg Publik: 10 060 | Göteborg Publik: 10 060 |

| 8-del | 29 augusti 1985 | Västerås SK | 3 – 2 | Gais          |                        |                        |
|       |                 |             |       | Steve Gardner | Västerås Publik: 2 282 | Västerås Publik: 2 282 |
|       |                 |             |       |               | Västerås Publik: 2 282 | Västerås Publik: 2 282 |
|       |                 |             |       |               | Västerås Publik: 2 282 | Västerås Publik: 2 282 |

## Spelartrupp
| #  | Pos. | Namn              | Född (ålder)             | Matcher* | Mål* |
| -- | ---- | ----------------- | ------------------------ | -------- | ---- |
| 1  | MV   | Sören Järelöv     | 10 januari 1965 (20 år)  | 26       | 0    |
| 2  | F    | Niclas Sjöstedt   | 23 oktober 1964 (20 år)  | 26       | 4    |
| 3  | F    | Lallo Fernandez   | 6 juni 1960 (24 år)      | 26       | 1    |
| 4  | F    | Mikael Blomqvist  | 17 april 1961 (23 år)    | 12       | 1    |
| 5  | F    | Kenth Johansson   | 6 mars 1956 (29 år)      | 0        | 0    |
| 6  | MF   | Lars Mörk         | 8 augusti 1962 (22 år)   | 26       | 2    |
| 7  | F    | Mikael Johansson  | 28 november 1956 (28 år) | 26       | 1    |
| 8  | A    | Steve Gardner     | 7 oktober 1958 (26 år)   | 21       | 12   |
| 9  | MF   | Samir Bakaou      | 17 oktober 1954 (30 år)  | 26       | 20   |
| 10 | A    | Thomas Frykberg   | 10 mars 1962 (23 år)     | 9        | 1    |
| 11 | F    | Patrik Gustafsson | (20 år)                  | 0        | 0    |
| 12 | MF   | Ralf Jansson      | 12 februari 1963 (22 år) | 9        | 0    |
| 13 | A    | Fredrik Elofsson  | 26 juni 1967 (17 år)     | 11       | 0    |
| 14 | MF   | Mikael Robertsson | 3 januari 1964 (21 år)   | 23       | 5    |
| 15 | F    | Robert Zachrisson | 31 januari 1966 (19 år)  | 26       | 0    |
| 16 | A    | Ulf Köhl          | 12 juli 1960 (24 år)     | 26       | 9    |
| 17 |      | Dennis Salenborn  | 15 juni 1965 (19 år)     | 3        | 0    |
| 18 | MF   | Lenna Kreivi      | 7 november 1966 (18 år)  | 26       | 2    |
| 20 |      | Björn Berntsson   | (19 år)                  | 0        | 0    |
| 21 |      | Anders Lundin     | (18 år)                  | 0        | 0    |

 * gäller endast ordinarie seriespel

## Damlaget
Gais damlag spelade säsongen 1985 i division 1 södra. Laget vann serien och gick till SM-final, där man förlorade mot Hammarby IF. Gais gick även till final i svenska cupen, där man förlorade mot Öxabäcks IF. Anette Börjesson tilldelades Hedersmakrillen som lagets bästa spelare.